# Železničarska kolonija
Železničarska kolonija je naziv za stanovanjsko kolonijo, ki se nahaja v Mestni četrti Magdalena v Mariboru. Železničarska kolonija je najstarejše delavsko naselje v Sloveniji, ki je pomenila pionirski pristop v Sloveniji pri reševanju bivanjskih razmer proletariata. Prav tako je mariborska posebnost in edinstven kulturnozgodovinski in etnološki spomenik. Za urbanistični spomenik I. kategorije je bila razglašena leta 1987.

## Zgodovina kolonije
Leta 1846 je z izgradnjo Južne železnice na trasi Dunaj - Trst je le-ta dosegla Maribor. Maribor je imel ob izgradnji pomembno vlogo, saj so na desnem bregu Drave južni železnici priključili krak, ki se je odcepil v smeri proti Koroški, v bližini pa leta 1863 postavili velike železničarske delavnice.
Za železničarje, nove prebivalce Maribora, je v mestu primanjkovalo primernih stanovanj. Avstro-ogrska delniška družba za gradnjo železnic je zato med letoma 1863 in 1873 postavila za nastanitev zaposlenih v osrednjih delavnicah v Mariboru kolonijo. Mariborsko železničarsko kolonijo je projektiral dunajski arhitekt Gustav Wilhelm Flattich (de). Najprej so zgradili 12 hiš s po štirimi stanovanji med današnjimi Gorkega ulico, Ulico heroja Zidanška in Ghegovo ulico. Dve hiši sta bili enonadstropni, druge pa pritlične s podstrešji, urejenimi v stanovanja. Tem hišam domačini jim pravijo »stara kolonija«. Do leta 1874 so zgradili še 28 podolgovatih enonadstropnih hiš s po osmimi stanovanji na območju med Gorkega ulico, Ghegovo, Komenskega ulico, Murkovo in Koresovo ulico, katere so imenovane »nova kolonija«. Skupno je bilo zgrajeno 40 večstanovanjskih hiš, medtem ko je bila ena porušena med vojno.

## Kolonija danes
Železničarska kolonija je danes zaščitena kot kulturni spomenik in ima svoj ureditveni načrt, v okviru katerega je izdelana projektna dokumentacija za obnovo vzorčne hiše.  Ureditveni načrtu določa, da bi bilo potrebno ohraniti del stare in nove kolonije z infrastrukturnimi objekti, ulični raster z drevoredi, vrtovi in zunanjo obliko stavb. Ureditven načrt je bil sprejet 1989, prav tako je bila leta 1990 na vzorčen način obnovljena ena hiša.
Stanje na terenu je danes nekoliko drugačno. Po sprejetju Jazbinškovega stanovanjskega zakona v letu 1991, so prebivalci kolonije začeli množično kupovati posamezna stanovanja. Zaradi drage vzorčne obnove, nesistematičnega sofinanciranja obnove spomeniških objektov in nerešenih zemljiško-knjižnih zadev (predvsem določitve pripadajočih funkcionalnih zemljišč) so se prebivalci lotili obnove hiš po svoje. Prebivalci so se lotili predelav, dozidav, sanacij in prilagoditev, vsak po svojih predstavah in na lastno pest - torej povsem mimo smernic. In predvsem na različne načine in povsem neusklajeno, s čimer so nekatere stavbe izgubile prvotni izgled.

## Prebivalstvo kolonije
Ob koncu 19. stoletja je bilo v stari in novi koloniji 368 stanovanj, v katerih je kmalu po vselitvi živelo okrog 1600 ljudi. V koloniji so lahko stanovali le delavci železničarskih delavnic oziroma železnice na sploh. Prebivalci železničarske kolonije so vse do konca prve svetovne vojne govorili pretežno nemško. Kolonija je bila nekakšen nemški otok v mariborskih predmestjih.
Prebivalci nemške narodnosti so se takoj po prvi vojni iz kolonije v glavnem izselili. Takoj po vojni privabijo delavnice, kakor tudi kolonija, precej novih ljudi iz bližnje okolice Maribora. kasneje pa tudi iz drugih delov Slovenije. V letih 1921 do 1928 pa je prišlo tudi večje število Primorcev, predvsem iz okolice Trsta in Sežane, ki so pribežali na Štajersko zaradi fašističnega nasilja. Ker so bili to ljudje z ustrezno kvalifikacijo, so imeli prednost pri pridobitvi stanovanja v koloniji.
Po podatkih popisa prebivalstva leta 1930 je živelo v koloniji 1266 ljudi. Po štetju prebivalstva leta 1971 je živelo v koloniji 1047 ljudi.
Zaradi pripadnosti podjetju, ker so delovali stanovalci in zaradi velike mere samozadostnosti kolonije, je večina prebivalcev živela v izoliranosti glede na ostale predele Maribora.  Zavestna pripadnost stanovalcev kolonije se je pričela izgubljati po letu 1952, ko pogoj za bivanje v koloniji ni bilo več delo v železniških delavnicah.

## Karakteristike kolonije
Načrtovalci kolonije so poleg stavb uredili tudi okolico, kar je sprožilo tudi prvi parcialni regulacijski načrt Maribora. Vse stavbe še vedno obdajajo vrtovi, zraven so drvarnice, nekdaj pa so stanovalci ob hišah smeli gojiti tudi manjše živali. Vse hiše, tudi tiste iz »stare« kolonije, so urejene v pravilen raster, vrtovi imajo obliko pravokotnika, med vrtovi pa tečejo ulice, ki se pravokotno sekajo.
Pritličja hiš so zgrajena iz dvakrat žgane rdeče opeke, zgornja nadstropja pa so sivo ometana in predeljena z zobčastimi venci. Iz rdeče opeke so tudi pročelja šole v naselju z izstopajočim rizalitom v sredini. Vse stavbe so bile last delavnic, ki so skrbele za njihovo vzdrževanje, niso pa dovoljevali nobenih sprememb ne v stanovanjih ne na vrtovih okrog hiš.  V koloniji je bilo na voljo prav vse, kar so stanovalci potrebovali za vsakdanje življenje. Vrtec je bil zgrajen leta 1870, šola leta 1873, nakupovalni magacin leta 1874, imeli pa so tudi kopališče in dobro založeno knjižnico.
Po prvi svetovni vojni je upravljanje kolonijo prešlo pod železnice Kraljevine Jugoslavije, njeno vzdrževanje in urejanje pa je začelo postopoma pešati.